# NGC 4669
NGC 4669 este o galaxie spirală situată în constelația Ursa Mare. A fost descoperită în 14 aprilie 1789 de către William Herschel. Se află la o distanță de 72,17 de megaparseci de Pământ.